# Klasses frukostklubb
Klasses frukostklubb var ett barnprogram som sändes i Sveriges television i början på 1990-talet, med Klasse Möllberg som programledare. Programmet producerades av TV2 Malmö och sändes därifrån.
I programmet förekom olika rollfigurer som spelades av Möllberg, såsom Hemlige Arne, Klasse Kock och uppfinnaren Professor Fnasse. Under andra omgången visades serien Tiny Toons i programmet.
Programmet sändes i två omgångar: 2 december 1990–24 mars 1991 och 27 oktober 1991–29 mars 1992, båda gångerna med uppehåll över jullovet. Programmet sändes på söndagsmorgnar, under 1992 även med repris följande eftermiddag.
Ett liknande program, Klasses julkalender, sändes som SVT:s julkalender i december 1992.

### Fotnoter
1. ↑  Klasses frukostklubb 15/3 1992, Svensk mediedatabas
2. ↑  Arbetet Nyheterna, 9 oktober 1991
3. 1 2  ”Klasses frukostklubb”. Svensk mediedatabas. 3 december 1992. http://smdb.kb.se/catalog/search?q=Klasses+frukostklubb&sort=OLDEST. Läst 7 maj 2014.
4. ↑  Söndagmorgon i soffan med tecknat, Klasse, Jesper och Bertil, Expressen, 24 oktober 1991
5. ↑  Arbetet Nyheterna, 17 oktober 1991